# Spilosoma flexomaculosa
Spilosoma flexomaculosa är en fjärilsart som beskrevs av Kardakoff 1928. Spilosoma flexomaculosa ingår i släktet Spilosoma och familjen björnspinnare. Inga underarter finns listade i Catalogue of Life.